# Даниловка (Ельский район)
Даниловка (бел. Данілаўка; до 1929 года — Даниловская Буда) — деревня в Добрынском сельсовете Ельского района Гомельской области Белоруссии.

## География

### Расположение
В 2 км на юг от районного центра и железнодорожной станции Ельск (на линии Калинковичи — Овруч), в 179 км от Гомеля.

## Гидрография
На юге и востоке мелиоративные каналы.

## Транспортная сеть
На автомобильной дороге Ельск — Наровля. Планировка состоит из 2 почти широтной ориентации улиц, соединённых переулками. Застройка деревянная, преимущественно двусторонняя, усадебного типа.

## История
По письменным источникам известна с XIX века как деревня в Королинской волости Мозырского уезда Минской губернии. Согласно переписи 1897 года располагался хлебозапасный магазин. В 1930 году создан колхоз «Красная Даниловка». 35 жителей погибли на фронтах Великой Отечественной войны. В 1959 году в составе совхоза «Добрынь» (центр — деревня Добрынь), работал клуб.
До 31 октября 2006 года в составе Млынковского сельсовета.

## Население

### Численность
- 2004 год — 64 хозяйства, 122 жителя.

### Динамика
- 1897 год — 26 дворов, 153 жителя (согласно переписи).
- 1917 год — 243 жителя.
- 1921 год — 284 жителя.
- 1959 год — 379 жителей (согласно переписи).
- 2004 год — 64 хозяйства, 122 жителя.